# Killer: A Journal of Murder
Killer A Journal Of Murder es una autobiografía del asesino en serie estadounidense Carl Panzram. Inicialmente publicado en 1970, el libro fue reeditado en 2002 por Amok Books como Panzram: A Journal Of Murder (ISBN 1-878923-14-5). El libro fue editado por Thomas E. Gaddis y James O. Long.

## Argumento
El libro detalla la vida del asesino en serie Carl Panzram dentro del sistema penitenciario estadounidense, así como los muchos asesinatos que cometió.
Henry Lesser era un joven funcionario de prisiones en la cárcel del distrito de Washington D. C. cuando Panzram fue encarcelado en  1928. Después de oír hablar del durísimo encarcelamiento de Panzram, Lesser entabló una amistad con él y le convenció para escribir una autobiografía. 40 años después de la ejecución de Panzram, Lesser finalmente encontró una editorial para el libro, y se publicó en 1970 como Killer: A Journal of Murder.

## Adaptación cinematográfica
En 1996 se estrenó una película basada en el libro, protagonizada por James Woods como Panzram y Robert Sean Leonard como Lesser.